# Dicționar SF
Dicționar SF: artiști plastici, autori, edituri, mass-media, motive, personalități este o enciclopedie a științifico-fantasticului românesc după anul 1990. A fost publicată în 1999 de către Editura Nemira în colecția sa Nautilus sub coordonarea lui Mihai-Dan Pavelescu. Conține biografiile unor autori români de științifico-fantastic și fantastic, informații biografice despre edituri, reviste etc.
Pe coperta a IV-a a enciclopediei este scris: Prima lucrare exhaustivă de acest gen publicată în România, conținând aproape toate  persoanelor implicate direct în SF-ul românesc de după 1990: scriitori, artiști plastici, animatori, muzicieni, reprezentanți mass-media etc. Alături de ele, douăzeci de articole tematice, alcătuind un lexicon al preocupărilor SF-ului autohton.
Dicționar SF este și o lucrare publicată de Sorin Pârvu, Florin Mircea Tudor și Petru Iamandi în Seria Dicționarele imaginarului de la editura Institutul European, Iași, 2003.